# Marcus Thornton (cestista 1987)
Marcus Terrell Thornton (Baton Rouge, 5 giugno 1987) è un ex cestista statunitense.

## Carriera
È stato selezionato dai Miami Heat al secondo giro del Draft NBA 2009 (43ª scelta assoluta).
Il 24 gennaio 2014 ha segnato 42 punti con i Sacramento Kings, suo massimo in carriera in una partita NBA, in una partita interna persa dai Kings contro gli Indiana Pacers per 116-111. Il 19 febbraio 2014 i Sacramento Kings l'hanno ceduto ai Brooklyn Nets in cambio di Jason Terry e Reggie Evans.

## Statistiche

### College
| Anno      | Squadra    | PG | PT | MP   | TC%  | 3P%  | TL%  | RP  | AP  | PRP | SP  | PP   |
| --------- | ---------- | -- | -- | ---- | ---- | ---- | ---- | --- | --- | --- | --- | ---- |
| 2007-2008 | LSU Tigers | 31 | 30 | 33,6 | 43,6 | 37,7 | 81,7 | 5,6 | 1,4 | 1,4 | 0,3 | 19,6 |
| 2008-2009 | LSU Tigers | 35 | 35 | 31,9 | 47,2 | 38,8 | 74,5 | 5,5 | 2,1 | 1,6 | 0,4 | 21,1 |
| Carriera  | Carriera   | 66 | 65 | 32,7 | 45,5 | 38,2 | 77,1 | 5,5 | 1,8 | 1,5 | 0,3 | 20,4 |

### NBA

#### Regular Season
| Anno      | Squadra          | PG  | PT  | MP   | TC%  | 3P%  | TL%  | RP  | AP  | PRP | SP  | PP   |
| --------- | ---------------- | --- | --- | ---- | ---- | ---- | ---- | --- | --- | --- | --- | ---- |
| 2009-2010 | N.O. Hornets     | 73  | 17  | 25,6 | 45,1 | 37,4 | 81,4 | 2,9 | 1,6 | 0,8 | 0,2 | 14,5 |
| 2010-2011 | N.O. Hornets     | 46  | 0   | 16,2 | 41,0 | 37,6 | 75,8 | 2,8 | 0,9 | 0,4 | 0,1 | 7,8  |
| 2010-2011 | Sacramento Kings | 27  | 23  | 38,1 | 45,0 | 36,1 | 80,5 | 4,7 | 3,4 | 1,7 | 0,2 | 21,3 |
| 2011-2012 | Sacramento Kings | 51  | 51  | 34,9 | 43,8 | 34,5 | 86,5 | 3,7 | 1,9 | 1,4 | 0,2 | 18,7 |
| 2012-2013 | Sacramento Kings | 72  | 8   | 24,0 | 42,9 | 37,2 | 88,1 | 2,5 | 1,3 | 0,8 | 0,1 | 12,7 |
| 2013-2014 | Sacramento Kings | 46  | 26  | 24,4 | 38,1 | 31,8 | 80,8 | 2,7 | 1,0 | 0,7 | 0,2 | 8,3  |
| 2013-2014 | Brooklyn Nets    | 26  | 1   | 23,8 | 41,4 | 38,0 | 80,0 | 2,8 | 1,2 | 1,0 | 0,1 | 12,3 |
| 2014-2015 | Boston Celtics   | 39  | 0   | 16,4 | 41,6 | 41,9 | 82,4 | 1,9 | 0,9 | 0,5 | 0,2 | 8,9  |
| 2014-2015 | Phoenix Suns     | 9   | 0   | 9,0  | 32,5 | 10,5 | 80,0 | 1,4 | 0,2 | 0,7 | 0,0 | 3,6  |
| 2015-2016 | Houston Rockets  | 47  | 6   | 18,8 | 40,0 | 33,8 | 87,9 | 2,4 | 1,4 | 0,7 | 0,1 | 10,0 |
| 2015-2016 | Wash. Wizards    | 14  | 2   | 16,0 | 39,3 | 33,3 | 76,2 | 2,5 | 1,4 | 0,9 | 0,1 | 8,4  |
| 2016-2017 | Wash. Wizards    | 33  | 1   | 17,4 | 40,0 | 35,0 | 85,2 | 2,3 | 1,2 | 0,6 | 0,1 | 6,6  |
| Carriera  | Carriera         | 483 | 135 | 23,4 | 42,5 | 35,8 | 83,0 | 2,8 | 1,4 | 0,8 | 0,1 | 11,9 |

#### Playoffs
| Anno     | Squadra       | PG | PT | MP   | TC%  | 3P%  | TL%  | RP  | AP  | PRP | SP  | PP  |
| -------- | ------------- | -- | -- | ---- | ---- | ---- | ---- | --- | --- | --- | --- | --- |
| 2014     | Brooklyn Nets | 10 | 0  | 12,4 | 38,9 | 23,8 | 66,7 | 1,9 | 0,1 | 0,2 | 0,1 | 5,9 |
| Carriera | Carriera      | 10 | 0  | 12,4 | 38,9 | 23,8 | 66,7 | 1,9 | 0,1 | 0,2 | 0,1 | 5,9 |

## Palmarès
- NBA All-Rookie Second Team (2010)